# Günther Bansemer
Günther Bansemer (* 3. August 1958) ist ein ehemaliger deutscher Fußballspieler. Er bestritt insgesamt 14 Bundesligaspiele.

## Karriere
Der Abwehrspieler Bansemer gehörte Fortuna Düsseldorf seit 1970 an und stand ab Sommer 1979 im Profikader. Am 8. September 1979 bestritt er sein Bundesligadebüt bei der Auswärtsniederlage gegen Bayer 05 Uerdingen, als er in der 74. Minute für Egon Köhnen eingewechselt wurde. Sein erstes und einziges Bundesligator gelang ihm am letzten Spieltag der Saison, als er beim MSV Duisburg zum 2:0 traf. Einen Monat später gewann er mit Fortuna Düsseldorf den DFB-Pokal. Im Finale wurde Bansemer kurz vor Schluss für Rüdiger Wenzel eingewechselt.
In den beiden folgenden Saisons hatte Bansemer zumeist Kurzeinsätze; er bestritt kein einziges Spiel über 90 Minuten. Mit der Fortuna nahm er 1980 und 1981 am Europapokal der Pokalsieger teil, dabei kam er zu einem Einsatz im Achtelfinale gegen THOR Waterschei, bei dem er den 1:0-Siegtreffer erzielte. Seinen letzten Einsatz im Profibereich hatte Bansemer am viertletzten Spieltag der Saison 1981/82 im Rheinischen Derby gegen den 1. FC Köln.
Der Abwehrspieler wechselte daraufhin zurück ins Amateurlager und schloss sich der SV Elversberg in der Oberliga Südwest an. 1984 verpflichtete ihn der amtierende Oberligameister 1. FC Bocholt aus der Oberliga Nordrhein, der mit Arno Wolf, Lothar Leiendecker und Ferenc Schmidt weitere ehemalige Bundesligaspieler um sich scharte. Die Rückkehr in den bezahlten Fußball verpasste Bansemer mit dem Klub in den folgenden Jahren mit Rang vier (1984/85) und Rang drei (1985/86) jedoch klar.